# Mats Skogkär
Mats Gunnar Skogkär, född 4 november 1957, är en svensk journalist, ledarskribent på Bulletin. Mellan juni 2003 och juni 2020 arbetade han som ledarskribent på Sydsvenskan.
Tidigare har Mats Skogkär varit reporter på Tidningarnas Telegrambyrå och frilansskribent. Han har försvarat publiceringen av Muhammedbilderna i Jyllands-Posten.
I juni 2020 publicerade han en kontroversiell tweet vilket ledde till att han omplacerades från ledarredaktionen på Sydsvenskan till en icke-skrivande tjänst, vilket dock Skogkär sa sig inte acceptera. I slutet av augusti 2020 meddelades att Skogkär och Sydsvenskan nått en uppgörelse och att Skogkär har lämnat tidningen.